# Austrolimnophila (Austrolimnophila) tenuilobata
Austrolimnophila (Austrolimnophila) tenuilobata is een tweevleugelige uit de familie steltmuggen (Limoniidae). De soort komt voor in het Neotropisch gebied.